# Wild Tales
Ne pas confondre avec Wild Tales, le titre international du film Relatos salvajes (2014).
Albums de Graham Nash
Songs for Beginners
(1971) Earth and Sky
(1980)
Wild Tales est le deuxième album solo de Graham Nash, paru en 1973.

## Fiche technique

### Chansons
Toutes les chansons sont écrites et composées par Graham Nash.
| 1. | Wild Tales                    | 2:18 |
| 2. | Hey You (Looking at the Moon) | 2:14 |
| 3. | Prison Song                   | 3:10 |
| 4. | You'll Never Be the Same      | 2:48 |
| 5. | And So It Goes                | 4:48 |

| 6.  | Grave Concern                  | 2:45 |
| 7.  | Oh! Camil (The Winter Soldier) | 2:51 |
| 8.  | I Miss You                     | 3:04 |
| 9.  | On the Line                    | 2:35 |
| 10. | Another Sleep Song             | 4:43 |

### Musiciens
- Graham Nash : chant, guitare acoustique sur You'll Never Be the Same et Oh! Camil (The Winter Soldier), guitare rythmique sur Wild Tales, Hey You (Looking at the Moon) et Grave Concern, piano sur I Miss You et On the Line, piano électrique sur Prison Song et  Another Sleep Song, harmonica sur Prison Song, Oh! Camil (The Winter Soldier) et On the Line
- John Barbata : batterie sur toutes les chansons sauf Oh! Camil (The Winter Soldier) et I Miss You
- Joel Bernstein (en) : guitare acoustique sur Hey You (Looking at the Moon) et Another Sleep Song)
- David Crosby : chant sur Prison Song, And So It Goes et On the Line
- Tim Drummond : basse
- Harry Halex (pseudonyme de Stephen Stills) : piano électrique sur And So It Goes, guitare acoustique sur On the Line
- Stanley Johnston : montage des voix sur Grave Concern
- Ben Keith : pedal steel guitar sur Hey You (Looking at the Moon), You'll Never Be the Same, And So It Goes et On the Line, dobro sur Another Sleep Song
- David Lindley : guitare slide sur Wild Tales et Grave Concern, mandoline sur Prison Song
- David Mason : guitare à douze cordes sur Oh! Camil (The Winter Soldier)
- Joni Mitchell : chœurs sur Another Sleep Song
- Joe Yankee (pseudonyme de Neil Young) : piano sur And So It Goes